# Deadman Wonderland - Il carcere della morte
Deadman Wonderland - Il carcere della morte (デッドマンワンダーランド?, Deddoman Wandārando) è un manga shōnen scritto da Jinsei Kataoka e disegnato da Kazuma Kondou, già illustratore del manga Eureka Seven. Deadman Wonderland - Il carcere della morte è stato pubblicato in Giappone dalla Kadokawa Shoten sulla rivista Shōnen Ace dal maggio 2007 all'agosto 2013, mentre in Italia dalla Panini Comics sotto l'etichetta Planet Manga dal 24 gennaio 2010 al 15 febbraio 2014 a cadenza bimestrale. La serie è stata anche adattata in un anime, la cui trasmissione è iniziata in Giappone ad aprile 2011 e conclusa a luglio. I diritti per l'Italia sono stati acquisiti da Dynit, che per l'occasione ha deciso di pubblicare gli episodi in anteprima (e quasi in contemporanea col Giappone) sulla web TV Popcorn TV, sottotitolati in italiano e dal mese di novembre 2017 è visibile anche sulla piattaforma Netflix. La sigla iniziale della serie animata è cantata dai Fade, mentre quella finale dai Nirgilis.
Un OAV è stato pubblicato assieme all'edizione limitata dell'undicesimo volume della serie, il quale è stato pubblicato l'8 ottobre 2011 in Giappone mentre in Italia l'episodio è stato reso per la prima volta disponibile su Netflix dal novembre 2017 dove è stato collocato come tredicesimo ed ultimo episodio dell'adattamento animato.

## Trama
Dieci anni prima che la storia cominci, un terribile terremoto colpì il Giappone e distrusse gran parte della capitale, Tokyo, facendone affondare tre quarti nell'oceano. Nel presente, vediamo Ganta Igarashi, un ragazzo apparentemente normale, studente delle medie presso la Prefettura di Nagano. Nonostante sia uno dei pochi sopravvissuti del terremoto di dieci anni prima, non ricorda nulla dell'accaduto e conduce una vita tranquilla, normale. La sua vita cambia però un giorno, quando, a scuola, uno sconosciuto vestito con un'armatura rosso sangue appare nella sua classe, volandoci dentro dalle finestre. Senza alcuna ragione apparente, l'Uomo in Rosso massacra tutti i compagni di classe di Ganta e, invece che ucciderlo, gli conficca nel petto un cristallo rosso. Ganta viene dichiarato unico sospettato e, dopo uno stranamente sbrigativo processo, viene condannato a morte nella prigione "Deadman Wonderland", un carcere di massima sicurezza che funge anche da luna park.
Arrivato in prigione, a Ganta viene messo uno speciale collare che permette alla sicurezza di rintracciarlo in qualunque momento e di controllare i suoi segni vitali. Data la natura assai cruenta del suo presunto crimine, il ragazzo viene inoltre condannato a scontare la sua pena sotto la pena di morte del Deadman Wonderland: attraverso il suo collare, gli vengono continuamente iniettate delle dosi di veleno, neutralizzato da una caramella che i condannati a morte devono prendere ogni tre giorni per evitare l'avvelenamento. Per guadagnare i Cast Points (ovvero i soldi della prigione con cui i detenuti si comprano tutto: cibo, caramelle, ecc.), si può partecipare ai giochi estremamente violenti e spesso letali che la prigione/luna park offre. Fortunatamente per lui, Ganta viene aiutato da una misteriosa ragazza albina chiamata Shiro, che apparentemente lo conosce, e da un'altra persona, un cleptomane chiamato Yoh.
Tentando di sopravvivere alla sadica routine quotidiana della prigione, Ganta diventa sempre più ossessionato dall'Uomo in Rosso e cerca così di scoprire chi egli sia. Senza capire il perché, il ragazzo sviluppa l'abilità di manipolare il suo sangue e di trasformarlo così in un'arma: Ganta entra quindi a far parte dei "Deadman", un gruppo di prigionieri tenuti segregati dagli altri con le stesse abilità del ragazzo. Ganta viene così costretto a partecipare a scontri brutali contro altri Deadmen, nella lotta chiamata Carnival Corpse, i cui spettatori pagano ingenti somme per guardare e scommettere. Nonostante la situazione li metta contro, il ragazzo riesce a diventare amico con i suoi sfidanti ed assieme a loro continua la sua ricerca per scoprire l'identità dell'Uomo in Rosso, per capire il perché sia finito dentro Deadman Wonderland e svelare i più oscuri segreti che le autorità della prigione nascondono.

### Deadman Wonderland
La struttura chiamata Deadman Wonderland è l'unica prigione completamente privatizzata, la prima operativa del Giappone, costruita in seguito al Grande Terremoto di Tokyo proprio sulle rovine della città. Qui convergono i prigionieri di tutto il paese ed essi vengono sfruttati per guadagnare soldi da spendere nella ricostruzione della capitale. Per i turisti, DW non è altro che un parco divertimenti gestito dai detenuti, che in realtà vengono sottoposti a giochi e gare di sopravvivenza crudeli, nelle quali rischiano la vita o di essere mutilati, di fronte agli ignari occhi del pubblico convinto che sia solo una messinscena.
All'interno della prigione, si svolge anche un gioco tenuto ben più nascosto: il Carnival Corpse, dove ricchi e anonimi scommettitori pagano per assistere agli scontri tra i prigionieri conosciuti come Deadman, possessori del Branch of Sin. Nel caso lo sfidante sconfitto sopravvivesse, gli verrebbe asportata una parte del corpo che verrà scelta a caso da una slot machine, su cui i dottori della prigione svolgono esperimenti. Questi prigionieri speciali vengono tenuti nel Livello G, segreto a tutti gli altri abitanti della prigione, dove, oltre a tenersi il Carnival Corpse, vengono effettuati esperimenti su cavie umane e sui Deadman, per comprendere l'origine del loro potere e poterlo sfruttare a scopi militari.
Per far sì che i prigionieri non si ribellino, ognuno di loro indossa un collare speciale, che agisce sia come localizzatore, sia come controllore delle funzioni vitali. Ai condannati di Deadman Wonderland viene poi somministrato continuamente del veleno grazie a questo collare, il cui antidoto si trova in alcune speciali caramelle, acquistabili con i Cast Points, che i prigionieri possono guadagnare sopravvivendo e vincendo le varie sfide del parco. Nonostante la violenza delle guardie e il costante pericolo di morte, la maggior parte dei prigionieri gode delle condizioni che si trovano a DM. Utilizzando i Cast Points i prigionieri possono acquistare qualsiasi tipo di merce, dal pranzo, a mobili di lusso per le celle, fino ad anni di sconto sulle loro pene (tranne che per i Deadman).

### Carnival Corpse
Il cruento spettacolo chiamato Carnival Corpse è un'attività segreta ed estremamente lucrativa. Solo un selezionato gruppo di persone può assistervi, pagando ingenti somme. Gli spettatori, restando nell'anonimato, assistono allo scontro tra due Deadmen, che combattono senza esclusione di colpi, a volte fino alla morte: il vincitore riceve in premio una gran quantità di Cast Points, caramelle o altri premi, mentre il perdente, se sopravvive allo scontro, viene mandato in un laboratorio dove una qualsiasi parte del suo corpo (ad esempio, un occhio, un rene, un polmone, ecc.) viene asportata affinché vengano condotte ricerche sulle abilità di questi lottatori. Particolarmente macabro è il modo in cui viene scelta la parte da asportare: lo sfidante che perde è costretto a far girare una slot-machine per scegliere a caso la parte che poi verrà asportata da una sadica dottoressa.

### Ramo del Peccato
Così viene chiamato il potere posseduto dai Deadman. Questi individui hanno infatti l'abilità di controllare il proprio sangue e usarlo quindi a loro piacimento come arma in combattimento: non devono fare altro che procurarsi una ferita da cui sanguinare ed utilizzare nel modo preferito il sangue emorragico. Ganta, ad esempio, utilizza piccole quantità di sangue per spararle come proiettili, il Corvo lo utilizza modellandolo a forma di lama, altri ancora utilizzano il sangue fuoriuscito come scudo, andando a rinforzare la pelle. Come i Deadman siano entrati in possesso di questo potere non è ancora chiaro: Ganta lo sviluppa solo dopo l'incontro con "l'Uomo Rosso", forse portatore primario di quest'abilità. Dopo il massacro dei suoi compagni di classe, infatti, l'assassino aveva inserito un cristallo rosso all'interno del petto di Ganta e, in seguito all'arrivo in prigione, il Ramo del Peccato comincia a manifestarsi.

## Personaggi
- Ganta Igarashi (五十嵐 丸太?, Igarashi Ganta) alias il Picchio/Woodpecker: Ganta è il protagonista della storia: apparentemente innocuo, un normale ragazzo delle medie che viene ingiustamente condannato per il massacro dei suoi compagni di classe, attuato invece da un misterioso uomo vestito di rosso. Condannato a 'morte', viene mandato a Deadman Wonderland, dove vive i primi giorni in un confuso terrore. Non molto dopo il suo arrivo, Ganta scopre di poter manipolare il suo sangue e per questo diviene anche lui un Deadman, un portatore dell'abilità "Branch of Sin" (ramo del peccato) - un potere che trasforma il sangue in un'arma letale come proiettili. A quanto sembra, Ganta ha acquisito questo potere quando l'Uomo in Rosso ha conficcato nel suo petto un cristallo scarlatto, in seguito all'assassinio dei compagni di classe. Essendo un Deadman, Ganta è costretto a combattere nello spettacolo detto "Carnival Corpse" sotto lo pseudonimo di "Picchio", mentre nel frattempo porta avanti le ricerche per scoprire l'identità dell'uomo in rosso, il quale apparentemente vive all'interno della prigione. Il suo potere, che Senji rinomina "'Gunta Gun'" (la pistola di Ganta), gli permette di accumulare una discreta quantità di sangue nel palmo della mano, per poi spararla ad alta velocità, di modo che abbia lo stesso effetto d'un proiettile. Nonostante sia una tecnica assai vantaggiosa negli scontri non corpo a corpo, data la sua corporatura gracile, le ingenti perdite di sangue lo rendono assai debole. Ganta prende parte al gruppo chiamato Scar Chain e con loro tenta di fuggire da DW, riuscendoci e portando con sé le prove audio e video delle torture che i prigionieri subiscono all'interno della prigione mascherata da parco giochi. Nonostante abbia la possibilità di scappare, il ragazzo decide di rimanere a DW, per continuare le sue ricerche sull'Uomo in Rosso. Poco dopo questi eventi, il suo potere inizia a cambiare, mentre uno strano marchio gli spunta sul petto, dove il cristallo è conficcato: la Ganta Gun diventa decisamente più potente, seppur meno controllabile e dolorosa per lui. Nel capitolo numero 36, Ganta e Shiro si dichiarano, ammettendo di essere uno innamorato dell'altra. È doppiato da Romi Park.

- Shiro (シロ?): Una misteriosa ragazza albina incontrata dal protagonista durante il primo giorno di permanenza in prigione. Vestita sempre con un'attillata tuta integrale e dei grandi guanti, Shiro si distingue dagli altri prigionieri per il suo bizzarro comportamento, assai infantile. Ganta, infatti, dato il suo modo di parlare e di agire simile a quello di una bambina, la considera come tale, nonostante abbia la sua stessa età. Shiro però possiede delle abilità fisiche assai peculiari e conosce bene la prigione, quasi vivesse a Deadman Wonderland da tutta la vita. Sin dall'inizio, però, è chiaro che Ganta e Shiro si erano già incontrati ed avevano fatto amicizia da bambini, seppur egli non ricordi nulla della sua infanzia, cosa che addolora la ragazza. Nonostante appaia innocua, Shiro custodisce un grande segreto: il suo ego è diviso in due distinte personalità ed è proprio lei l'Uomo in Rosso che Ganta sta cercando. Grazie a Mamma Oca, il supercomputer della prigione, che trasmette costantemente una ninna nanna udibile solo da Shiro e dal padre di Tamaki, la sua vera personalità viene repressa. Se questa musica viene spenta, la ragazza diviene un'assassina senza scrupoli, una psicopatica capace di massacrare anche ingenti gruppi di uomini armati senza troppo sforzo. In queste occasioni, indossa un mantello rosso, che la fa sembrare più grande, dai contorni quasi mascolini, impedendo così a Ganta di riconoscere chi si cela sotto la maschera. Sembra che Shiro sia l'origine dell'abilità del Branch of Sin e Tamaki parla di lei come del Wretched Egg (uovo marcio). Shiro è molto legata a Ganta e cerca costantemente la sua approvazione, pronta a fare qualsiasi cosa purché egli sia felice. Anche quando la sua personalità omicida prende il sopravvento, sembra non poter far del male al ragazzo e pare aver decimato i compagni di classe di Ganta e risparmiato lui solamente perché fosse condannato e mandato così a Deadman Wonderland. È doppiata da Kana Hanazawa

- Yō Takami (鷹見 羊?, Takami Yō): Il fratello maggiore di Minatsuki. Si scontra con Ganta appena arrivato a Deadman Wonderland. Makina gli dice di restituire ciò che aveva rubato, ma lui si rifiuta e viene punito con una katana e calpestato dalla donna. Si dimostrerà cordiale e amichevole con Ganta, ma in verità ciò che aveva rubato era la sua caramella, necessaria a rimanere in vita. Gli era stato ordinato da Tamaki di tenere d'occhio Ganta in cambio di CP.Quando entrerà nel settore G si riconcilierà con Minatsuki e tratterà Ganta come un vero amico, ma Shiro con paura dato che l'aveva vista quando era Wretched Egg.

- Tsunenaga Tamaki (玉木 常長?, Tamaki Tsunenaga): Il Vice-direttore del Deadman Wonderland. Ha svolto il ruolo di avvocato di difesa per Ganta, assicurandosi del suo incarceramento. Dopo la morte del Direttore prenderà il suo posto e creerà i Forgery, Deadman artificiali per contrastare Wretched Egg e ucciderlo. Una volta messo alle strette da Makina, che ha scoperto le atrocità da lui commesse e i suoi folli piani, verrà a conoscenza del fatto che il Direttore lo aveva utilizzato solo come una pedina e quindi si suicida sparandosi un colpo alla testa.

- Chief Makina (マキナ?, Makina); Il capo guardia di Deadman Wonderland. È molto severa e lo dimostra fin dall'inizio quando colpisce con la sua spada Yo Takami, colpevole di non confessare di aver rubato a Ganta la caramella fornitagli, da assumere ogni tre giorni per non morire di avvelenamento. All'arrivo di Ganta a Deadman Wonderland è lei a spiegare ai detenuti la struttura particolare della prigione anche se più avanti si renderà conto che lei stessa era all'oscuro di gran parte delle funzionalità del carcere e di vari settori (come il G, dove sono rinchiusi i Deadman). Proprio per questo Makina deciderà di spiare il promoter Tamaki e di stanarlo assicurandolo alla giustizia, tuttavia una volta messo alle strette quest'ultimo si suicida. Deadman Wonderland su suo ordine viene quindi chiuso ma sarà lei a dare avvio a un'operazione segreta con la collaborazione dei Deadman per sconfiggere una volta per tutte il Wretched Egg.

- Kiyomasa Senji (千地 清正?, Senji Kiyomasa) alias il Corvo/Crow: è un Deadman rinchiuso nel settore G che viene a contatto con Ganta quando quest'ultimo vi si reca per cercare l'Uomo Rosso, credendo che esso sia rinchiuso proprio lì. I due iniziano a combattere ma Ganta capisce dai modi di fare di Senji che lui non può essere l'Uomo Rosso. Il combattimento viene interrotto da alcune guardie che sedano i due che si rincontreranno qualche tempo dopo al Carnival Corpse. La sfida fra i due si conclude con una vittoria di Ganta col quale Senji si congratula, sapendo tuttavia di dover essere sottoposto allo "show del perdente" che lo porta alla perdita dell'occhio destro. Senji non mostra alcuna sorta di risentimento nei confronti di Ganta e anzi più volte lo aiuta e addirittura lo allena nel perfezionamento delle sue tecniche. È doppiato da Masayuki Katou

- Minatsuki Takami (鷹見 水名月?, Takami Minatsuki) alias il Colibrì/Hummingbird: è la sorella di Yo Takami nonché una Deadman rinchiusa nel settore G di Deadman Wonderland. Quando Ganta la incontra sembra che lei condivida l'idea che Deadman Wonderland non è altro se non un covo di pazzi e si mostra gentile e disponibile a stare vicino a Ganta. Tuttavia questa non è che una maschera con la quale Minatsuki nasconde la sua vera personalità di sadica e psicopatica che trova piacere nelle sofferenze altrui. Entra in possesso del ramo del peccato in seguito al terremoto avvenuto a Tokyo, quando sua madre la abbandona nel suo negozio di fiori decidendo di salvare un vaso di essi piuttosto che la sua bambina. Yo, Minatsuki e il padre vivevano nella stessa casa ma per via della sua doppia personalità la ragazza fece credere più volte al fratello di venire abusata dal padre e quindi Yo più volte viene alle mani con quest'ultimo. Tutto ciò porta all'uccisione del padre, infatti un giorno Yo rientrato a casa crede che costui stia abusando sessualmente della sorella e quindi lo aggredisce ma quest'ultima sfodera il suo Ramo del Peccato e uccide il padre. Minatsuki viene dunque rinchiusa nel settore G di Deadman Wonderland dove il fratello la cerca per liberarla dalla sua prigionia. Minatsuki combatte nel Carnival Corpse con Ganta mostrando per la prima volta al ragazzo la sua doppia personalità e la sua abilità: strappandosi gli orecchini fa fuoriuscire del sangue che scorrendo sui capelli gli permette di prolungarli in modo da colpire l'avversario a distanza. Nel combattimento fra i due interviene Yo che viene utilizzato dalla sorella come scudo dai proiettili di Ganta che tuttavia alla fine ha la meglio perché, benché immobilizzato, le si avvicina e la stende con una potente testata.

- Undertakers (墓守?, Andāteikā): sono un'unità speciale creata dal promoter Tamaki e formata dai peggiori criminali che sono stati in grado di sopravvivere a uno "speciale programma di correzione". Essi sono anche noti come "Unità Anti-Deadman" in quanto dispongono di una tecnologia, soprannominata "Worm Eater", che è in grado di annullare le abilità di qualsiasi Branch of Sin. Essi saranno importantissimi nella lotta al tentativo di evasione operato dalla Scar Chain e hanno il loro leader in Genkaku.

- Nagi Kengamine (剣ヶ峰 凪?, Kengamine Nagi) alias il Gufo/Owl: è il leader della Scar Chain ovvero l'organizzazione di Deadman ribelli che vogliono ottenere la libertà. Ciò che lo spinge ad ambire a questo obiettivo è il fatto che fuori dalla prigione vi è ad aspettarlo la figlia concepita con un'altra Deadman anche se in realtà essa non è mai nata poiché è morta insieme alla moglie di Nagi a causa di un esperimento del promoter Tamaki. Tramite molte droghe somministrategli dall'Undertaker Genkaku, Nagi si rende conto della sua falsa illusione e così mostra la parte insana della sua personalità, massacrando con il suo speciale Ramo del Peccato, che gli permette di creare delle sfere di sangue e utilizzarle come esplosivi, numerosi soldati. A farlo rinsavire è la vice comandante dello Scar Chain, Karako, che lo convince a tornare in sé, ma Genkaku, deluso per il ripensamento di Nagi, lo colpisce con un attacco che lo passa da una parte all'altra lasciandogli poche speranze di sopravvivere. Per questo Nagi decide di sacrificarsi e trattenere Genkaku cosicché il Ganta Ganbare Gun vada a segno su quest'ultimo.

- Masaru "Chaplin" Sukegawa (チョップリン 助川?, Choppurin Sukegawa) alias il Pavone/Peacock: è un Deadman transessuale che svolge spesso il ruolo di annunciatrice negli incontri del Carnival Corpse. Il suo motto è "Sono più forte di un uomo e più gentile di una donna. Per questo posso colpire ciascuno ugualmente". Nel combattimento con Uzume Sumeragi si vede che nel passato era un uomo gay ed era fidanzato, ma un giorno tornato a casa prima dal lavoro e trova Take a letto con una donna scoprendo così di non essere che un appoggio economico per il ragazzo che confessa di averlo solamente sfruttato per i suoi soldi. A peggiorare la situazione sono le parole della donna che gli dice di essere solo un illuso se pensasse di poter competere con lei in quanto a bellezza e attrazione e così inconsciamente, per la rabbia, Masaru sprigiona il suo Ramo del Peccato e uccide la donna trafiggendola. Una volta rinchiuso a Deadman Wonderland l'uomo assume l'aspetto di una donna e prende il nome di Chaplin. Il Ramo del Peccato di Chaplin le permette di creare delle strutture simili a rovi grazie alle quali intrappolare i nemici o colpirli direttamente.

- Idaki Hitara (?, Hitara) alias il Condor: un Deadman molto anziano, cieco e che porta sempre un paio di cuffie da cui non fuoriesce alcun suono. Dice di udire la voce della figlia, morta tempo prima in un incendio. Nel flashback si scopre che in passato accudiva la figlia, un tempo modella poi ferita al viso da un incidente, ed era odiato per l'impassibilità con cui si prendeva cura di lei, al punto da indurla al suicidio tramite un incendio. Il suo Ramo del Peccato gli permette di dare fuoco al suo sangue sparso sul campo di battaglia e bruciare vivi i nemici.

- Itadaki Kazuya (?, Itadaki) alias Masu: un Deadman grasso e tozzo, con una bocca enorme fissata ai lati con del filo, apparentemente in grado di mangiare qualsiasi cosa (probabilmente è affetto da picacismo). Appare insieme a Chaplin e Hitara per accogliere Ganta nei Deadmen, ma non parla mai e appare ben poco. Il suo Ramo del Peccato non è stato rivelato.

- Toto Sakigami (咲神 トト?, Sakigami Toto) alias il Tordo: era il più forte fra i Deadman tanto da non aver mai perso un incontro del Carnival Corpse, tuttavia per un anno sparisce nel nulla e una volta tornato dimostra di essere molto vicino a Shiro. In realtà questo per il fatto che lui non è altro che la terza generazione in cui Hagire Rinichiro, il padrone di Deadman Wonderland, ha deciso di impiantare la sua memoria, in modo da sfruttare i particolari poteri del ramo del peccato di Toto grazie al quale quest'ultimo è in grado, dopo essere venuto a contatto col sangue degli altri Deadman, di utilizzare qualsiasi potere. Al momento Toto li possiede tutti tranne il Ganta Ganbare Gun e sta cercando appunto di ottenere aiuto da quest'ultimo per distruggere il sistema di Mamma Oca e permettere all'uovo marcio di sprigionare a pieno il suo terrificante potere.

- Forgeries: sono Deadman fatti creare artificialmente dal promoter Tamaki, con l'aiuto del Ministro Nazionale della Difesa Aohi, per distruggere il Wretched Egg. Essi indossano una maschera che permette a Tamaki di controllarli e far loro eseguire i suoi ordini e sono in possesso dei poteri del Branch of Sin, misti ad un potente veleno che permette loro di neutralizzare il Branch of Sin degli altri Deadman.

- Complete Forgeries: i cosiddetti "Forgiati completi" o "Prima Unità", individui che grazie agli esperimenti avviati dal promoter Tamaki sono entrati in possesso del potere dei Deadman, superandoli e sviluppando così potentissimi veleni. Sono quattro: Ikazuchi Akatsuki, Hagime Mikawa (che in realtà fa coppia con il suo gemello Ichi),Uzume Sumeragi e Shishito Madoka. A differenza degli altri forgiati essi non hanno una maschera che permette di controllarli bensì essa è installata in loro e quindi non è rimovibile, come spiega Madoka a Ganta. Nonostante la loro iniziale sicurezza, una volta vicini alla vittoria, tutti vengono sconfitti: Akatsuki da Senji, i gemelli Mikawa da Hitara, Sumeragi da Chaplin Sukegawa e Minatsuki e infine Madoka da un attacco combinato di Ganta e Shiro.

- Madre di Ganta: Era una scienziata che lavorava ai progetti del ramo del peccato insieme ad altri scienziati di cui il futuro direttore del Deadman Wonderland. Donna scrupolosa che sottopose a vari esperimenti esseri umani. Come unico membro femminile del gruppo di ricerca, decise di mettersi incinta per avere una cavia nuova per sottoporla al futuro esperimento del ramo del peccato di cui sarebbe nato il Wretched Egg. Osservando le analisi del bambino prossimo a nascere, non si preoccupò minimamente di dargli un nome, definendolo solo una cavia da laboratorio e un mero oggetto. Dopo averlo partorito, avendo in braccio Ganta per la prima volta, sul letto di ospedale, guardando il suo viso comprende infine il valore della vita, che aveva appena messo al mondo, innamorandosene subito. Presa subito dalla più totale disperazione per quello che gli scienziati avrebbero fatto a suo figlio, comprò al mercato nero una neonata che sostituisse Ganta, rivelandosi infine Shiro. Dopo anni passati, distrutta dai sensi di colpa e dalla disperazione per il fatto di essere la responsabile delle torture di Shiro, si suicida considerandolo come unico modo di espiare le proprie colpe.

## Volumi
| 1  | 26 settembre 2007 | ISBN 4-04-713974-2     | 24 gennaio 2010   |
| 1  | Capitoli - 1. Who Killed Cock Robin? - 2. Rule of Rule - 3. Dying Happy Dog Race - 4. Slayer's Cave - Extra Gadget                         |                        |                   |
| 2  | 26 dicembre 2007 | ISBN 4-04-715014-2     | 21 marzo 2010     |
| 2  | Capitoli - 5. Necro Macro - 6. Crow Craw - 7. Carnival Corpse - 8. Bloodthirsty Majesty - Extra Gadget                                     |                        |                   |
| 3  | 26 maggio 2008 | ISBN 4-04-715065-7     | 30 maggio 2010    |
| 3  | Capitoli - 9. Liar Flower - 10. Big Bad Bingo - 11. Past Time, Tight End - 12. Scar Chain - Extra Gadget                                   |                        |                   |
| 4  | 24 ottobre 2008 | ISBN 4-04-715126-2     | 31 luglio 2010    |
| 4  | Capitoli - 13. Cloudy After Sunny - 14. Ring Her Bell - 15. Man is the Archenemy for Man - 16. Salty Cookies                               |                        |                   |
| 5  | 25 aprile 2009 | ISBN 4-04-715207-2     | 12 settembre 2010 |
| 5  | Capitoli - 17. Loser's Answer - 18. Chain Gang - 19. Bloody Rainy Day - 20. Relief to Nirvana - 21. Ghost in the Sun                       |                        |                   |
| 6  | 26 agosto 2009 | ISBN 4-04-715279-X     | 21 novembre 2010  |
| 6  | Capitoli - 22. Tongue and Every Day - 23. The Fake Face - 24. Anger Song, Under Peace - 25. Failure Firing - 26. Blue Sky with Blue Devils |                        |                   |
| 7  | 26 gennaio 2010 | ISBN 4-04-715365-6     | 30 gennaio 2011   |
| 7  | Capitoli - 27. All Right All Night - 28. Mask or Mind - 29. Never Say Never Again - 30-31. Stupendous Stupid - Extra gadget                |                        |                   |
| 8  | 26 agosto 2010 | ISBN 4-04-715506-3     | 20 marzo 2011     |
| 8  | Capitoli - 32. Dog-Eat-Dog - 33. Beaming Beauty Badass - 34. Bare Fight - 35. Dice with Death - 36. Bye Bye Baby                           |                        |                   |
| 9  | 26 marzo 2011 | ISBN 978-4-04-715652-4 | 10 marzo 2012     |
| 9  | Capitoli - 37. Beast Fist - 38. End Game-A Flame - 39. Despotic Despair - 40. The Beginning of the Ending                                  |                        |                   |
| 10 | 26 maggio 2011 | ISBN 978-4-04-715699-9 | 19 maggio 2012    |
| 10 | Capitoli - 41. Freedom or Martyrdom - 42. Kill My Will - 43. Storm Center - 44. Faced with Fate                                            |                        |                   |
| 11 | 26 settembre 2011 | ISBN 978-4-04-715802-3 | 22 luglio 2012    |
| 11 | Capitoli - 45. Pass the Passion - 46. Whacked Wicked - 47. Sing a Sin - 48. Aboveground Abortive Flower                                    |                        |                   |
| 12 | 25 maggio 2013 | ISBN 978-4-04-120730-7 | 7 dicembre 2013   |
| 12 | Capitoli - 49. Head to Head - 50. Toygun&Toytown Trust - 51. Die in a Diamond - 52. Haggard Absurd - Extra                                 |                        |                   |
| 13 | 22 agosto 2013 | ISBN 978-4-04-120777-2 | 15 febbraio 2014  |
| 13 | Capitoli - 53. Love phobe - 54. The shut-up reason - 55. A foolish wish - 56. LAST DANCE - 57. But parade will go on                       |                        |                   |

## Episodi
| Nº  | Titolo italiano Giapponese 「Kanji」 - Rōmaji                                          | In onda        | In onda |
| Nº  | Titolo italiano Giapponese 「Kanji」 - Rōmaji                                          | Giapponese     |         |
| 1   | Condannato a morte 「死刑囚」 - Shikeisyuu                                             | 17 aprile 2011 |         |
| 2   | L'antidoto - La caramella 「解毒剤 (キャンディ)」 - Gedokuzai (kyandi)                 | 24 aprile 2011 |         |
| 3   | Il settore G 「Ｇ棟」 - Jī tō                                                          | 1º maggio 2011 |         |
| 4   | Crow - Claw 「クロウ・クロウ」 - Kurō Kurō                                             | 8 maggio 2011  |         |
| 5   | Carnival corpse 「死肉祭(カーニバル・コープス)」 - Shiniku-sai (Kānibaru Kōpusu)       | 15 maggio 2011 |         |
| 6   | Hummingbird 「ハミング・バード」 - Hamingu Bādo                                        | 22 maggio 2011 |         |
| 7   | Il peccato originale 「原罪(レチッド・エッグ)」 - Genzai (Rechiddo Eggu)               | 29 maggio 2011 |         |
| 8   | La catena della libertà 「自由の鎖(スカーチェイン)」 - Jiyū no kusari (Sukā Chein)     | 5 giugno 2011  |         |
| 9   | Catalizzatore ossidante 「酸化促進剤(ワームイーター)」 - Sanka sokushin-zai (Wāmu Ītā) | 12 giugno 2011 |         |
| 10  | I guardiani della tomba 「墓守(アンダーテイカー)」 - Hakamori (Andāteikā)              | 19 giugno 2011 |         |
| 11  | Il Gig della disperazione 「絶望のGIG」 - Zetsubō no GIG                               | 26 giugno 2011 |         |
| 12  | Salvezza 「救済(グレイトフルデッド)」 - Kyūsai (Gureitofuru Deddo)                     | 3 luglio 2011  |         |
| OAV | Wielder of the Red Knife 「赤いナイフ使い」 - Akai Naifu Tsukai                        | 8 ottobre 2011 |         |